# 桓溫北伐
桓溫北伐，是東晉時期將領桓溫分別於354年、356年及369年發動北伐北方十六國的戰役。

## 第一次北伐

### 背景
永和五年（349年），後趙皇帝石虎去世，其後諸子爭位，後趙國內混亂。其時東晉朝中就已經準備北伐，並由征北大將軍褚裒主持北伐，但以失敗告終。而桓溫在當時亦隨即移屯安陸，屢次上表請求北伐，但因其平滅成漢後威望太高，朝廷不願桓溫北伐成功而令其威名更盛，於是在褚裒北伐以後提拔殷浩繼續準備北伐，對桓溫的上請不作回應。
同時，北方氐人苻健於永和六年（350年）入關，並於次年建立前秦，至永和八年（352年）更加稱帝。前秦建國後多次與東晉作戰。及至永和九年（353年）殷浩發動北伐，目標是前秦控制的洛陽，正是試圖利誘前秦將領梁安及雷弱兒叛秦造成關中混亂，藉前秦駐洛陽軍力入援關中之機進取洛陽。
然而，殷浩北伐失敗，桓溫於是借當時朝野對殷浩北伐的不滿逼朝廷廢掉殷浩，令桓溫獨大。

### 過程
永和十年二月己丑日（354年3月21日），桓溫自江陵率四萬步騎北伐，取道武關入關，又命水軍自襄陽進至南鄉郡；同時梁州刺史司馬勳亦經子午道北伐前秦。桓溫先派別軍進攻上洛，俘獲前秦荊州刺史郭敬，於是進擊青泥城。前涼秦州刺史王擢見司馬勳攻略前秦西部，於是進攻陳倉以作響應。
前秦皇帝苻健面對桓溫大軍北伐，派遣太子苻萇、丞相苻雄等人率兵五萬駐屯嶢柳以作抵抗。四月己亥日（5月30日），桓溫在藍田縣與苻萇等軍大戰，雖然苻生單騎突陳殺傷不少晉兵，但晉兵在桓溫的統率下仍大敗秦兵；同時桓沖又在白鹿原擊敗苻雄軍。桓溫在大敗前秦軍隊後就繼續向長安進發，進據灞上。當時苻萇等軍退屯城南，苻健於是盡發精兵三萬人，在大司馬雷弱兒等人率領下與苻萇會合，只留六千老弱士兵留守長安小城。
當時前秦首都長安危急，三輔各郡縣都來向桓溫歸降，桓溫安撫並讓居民恢復原來生活。當時居民又爭相以牛酒勞軍，又夾道觀看前來的軍隊，老人更流著淚說：「想不到今日又看到了官軍。」面對這個形勢，順陽太守薛珍勸桓溫直逼長安，但桓溫不聽從，駐屯灞上後就沒有進渡灞水，一直與前秦軍相持，並打算收割當地的麥子作軍糧以繼續對峙。
但苻雄先率七千騎進襲司馬勳，並在子午谷擊敗他。後又與諸軍在白鹿原與桓溫大戰，殺晉兵萬餘人。前秦軍更搶先一步收割麥子，而且實行堅壁清野，令桓溫陷入缺糧困境。在戰事不利和缺糧之下，桓溫唯有在六月丁丑日（7月7日）遷關中三千多戶人南歸。苻萇見桓溫退兵，更領兵追擊，攻至潼關時已屢敗晉軍，傷亡數以萬計。當時薛珍以桓溫被逼退兵，當眾稱許自己之勇而指責桓溫太慎重，於是被桓溫所殺。
另一方面，進攻陳倉的司馬勳和王擢雖攻破陳倉，但亦被苻雄所敗，司馬勳退回漢中而王擢回略陽。北伐至此結束。

### 參戰人物
|  | - 東晉軍 - 桓溫 - 桓沖 - 桓石虔 - 薛珍 （被桓溫所殺） - 司馬勳 - 前涼軍 - 王擢 | - 前秦軍 - 苻健 - 苻萇 - 苻雄 - 苻生 - 苻菁 - 苻碩 - 雷弱兒 - 郭敬（被俘） - 毛難（戰死） |

## 第二次北伐

### 背景
永和七年（351年），後趙滅亡，後趙將領姚弋仲降晉，其子姚襄亦隨父歸降，皆獲東晉遙封官職及爵位。次年姚弋仲死，姚襄依從父親遺命南奔東晉，駐屯譙城。永和八年（352年），姚襄在謝尚兵敗後退屯歷陽，並大行屯田及訓練將士。然而因為殷浩忌憚姚襄，竟多次派刺客刺殺他，又派魏憬意圖偷襲他，最終令姚襄決心叛晉。永和九年（353年），姚襄就於殷浩北伐期間臨陣叛晉，倒戈攻擊殷浩，不但令殷浩北伐失敗，更盤據淮河一帶，在盱眙建立根據地。
永和十年（354年），江西流民郭敞等人在東晉僑置陳留郡的堂邑叛亂，捕擄陳留太守劉仕向姚襄歸降。因著臨近東晉賴以自守的長江天險，於是令東晉朝廷十分震驚，立刻加強對京師建康的防守。然而，姚襄沒有南進，反倒北歸，於是轉據許昌。
原本降晉的周成又於永和十年叛晉，進據洛陽。姚襄據許昌後就於永和十二年（356年）起兵進攻洛陽。
另一方面，完成第一次北伐而回荊州的桓溫多次上表請求遷都洛陽，修復在洛陽的皇家園陵，但都未獲批准。隨後又升桓溫為征討大都督，督司、冀二州諸軍事，專委討伐姚襄之任。而因此就促成桓溫發動第二次北伐。

### 經過
桓溫於永和十二年在江陵起兵，先遣督護高武據魯陽，輔國將軍戴施駐屯黃河上，以水軍進逼許昌和洛陽，更請徐、豫二州派兵經淮泗入黃河協助北伐。桓溫自己則從後領兵作眾人繼援。
八月己亥日，桓溫到達洛陽城南的伊水，久圍洛陽不破的姚襄於是撤去圍城軍，轉而抵抗桓溫，並在伊水水北的樹林中埋伏精兵，試圖誘使桓溫率兵後退，在其後退時派伏兵突擊。然而桓溫拒絕姚襄後退的請求，姚襄意圖依伊水而戰，而桓溫則結陣向前進攻，更親身披甲督戰，於是大敗姚襄，姚襄逃到洛陽北山，及後更與餘眾逃奔并州，桓溫未能追及。
隨後，周成以洛陽向桓溫投降。桓溫及後留兵戍守洛陽，並且置陵令，修復各個皇陵後就押著周成及帶著三千多家歸降的平民南歸。第二次北伐至此結束。

### 參戰人物
|  | - 東晉軍 - 桓溫 - 袁宏 - 桓沖 - 毛穆之 - 陳午 - 戴施 - 高武 | - 姚襄軍 - 姚襄 - 楊亮（歸降東晉） | - 周成軍 - 周成（投降） |

## 第三次北伐

### 背景
桓溫在第二次北伐成功收復洛陽後聲望提高，先於升平四年（360年）進爵南郡公，後更在興寧元年（363年）進大司馬、都督中外諸軍事、錄尚書事，正式掌握朝政。次年更授桓溫揚州刺史，令桓溫掌握京畿地區軍事。桓溫雖然內鎮揚州，然而原本所都督的荊、江二州亦交由其兩個弟弟桓豁及桓沖掌握，由此桓溫基本上集東晉全國軍政大權於一身，僅未能掌握徐、兗二州所在的京口及豫州等兵力。
另一方面，原本名義上臣服於東晉的前燕在其君主慕容儁在永和八年（352年）稱帝自立後，就多次與東晉發生戰事。前燕更多次派兵進攻洛陽，雖勉強能守著洛陽，但河南諸郡其實都被前燕所奪。東晉終在興寧三年（365年）失去洛陽。司冀等地皆失於前燕後，前燕又進攻兗州等地，於太和元年（366年）又奪取魯郡和高平郡，甚至曾南侵至竟陵郡。
面對前燕不斷的軍事行動，桓溫亦希望以北伐提高自己聲望，以圖實現自己野心，登上帝位；又因前燕慕容恪於太和二年去世，桓溫於是決意進行北伐，打算打敗前燕後回朝受取九錫，終篡奪東晉政權。

### 經過
太和四年（369年），桓溫上請北伐，並請與徐、兗二州刺史郗愔、豫州刺史袁真及江州刺史桓沖一同出兵。郗愔是在庾希因救援高平及魯郡不力而被彈劾免職後受桓溫所推，然而其實桓溫一直覬覦郗愔部下駐京口的軍隊，心中很不願由郗愔統率這些部眾。當時郗愔之子郗超是桓溫心腹，明白桓溫心思後就假作父親書信，將父親的徐兗二州刺史的職位讓給了桓溫，令桓溫十分高興。至四月庚戌日（5月22日），桓溫終自所鎮的姑孰領五萬人出兵前燕。
桓溫北伐至兗州，當時郗超顧慮汴水因戰亂久未浚治，認為會影響漕運，但桓溫不聽。直至行軍至金鄉時就因天旱而令水軍不能繼續前進。桓溫當時就命毛穆之開鑿河道，引水令桓溫水軍得以繼續前進，終成功進入黃河。
然而，郗超又進言，認為桓溫入黃河之法是逆著水流而進，與東晉基地距離又遠，難通漕運，擔心前燕會拒守不戰，令晉軍陷入糧道斷絕，無軍糧繼續北伐的困境。郗超於是建議桓溫盡率全軍直擊前燕國都鄴城，不論前燕逃回遼東後方、拒守鄴城或出戰與東晉決一勝負皆有利於北伐進展；另郗超又提議一個較穩健的策略，建議桓溫守著河道，控制漕運，一直儲蓄糧食，直至明年夏天方才繼續進攻。郗超又認為若果不速戰速決，當戰事拖延至秋冬後，水量減少而北方早降溫的客觀條件之下，會令到晉軍更難維持。但桓溫都不聽從。
桓溫隨後派檀玄攻取湖陸，更俘獲慕容忠。前燕所派慕容厲率步騎二萬進攻，桓溫又於黃墟大敗敵軍。鄧遐、朱序又在林渚擊敗燕將傅顏，前燕高平太守徐翻更投降東晉。前燕於是再派慕容臧率諸軍抵抗桓溫，但都失敗。前燕見此，唯有派人向前秦求救。
七月，前燕人孫元率宗族黨眾起兵響應桓溫，桓溫於是移屯枋頭。當時前燕皇帝慕容暐和太傅慕容評對戰事發展都十分恐懼，打算北逃回遼東。但當時慕容垂自己請求進擊桓溫，慕容暐於是讓慕容垂代替慕容臧率眾抵抗桓溫。同時，慕容暐又以虎牢以西的土地賂誘前秦派兵救援前燕，在王猛的支持下，苻堅於是在八月派苟池及鄧羌率步騎二萬救援前燕。
當時前燕司徒長史申胤就認為桓溫「驕而恃眾，怯於應變。大眾深入，值可乘之會，反更逍遙中流，不出赴利，欲望持久，坐取全勝。」預料當晉軍糧運出現問題時就會不戰自敗。當時，桓溫以昔日歸降東晉的段思為嚮導，前燕尚書郎悉羅騰卻擊敗桓溫軍，生擒段思。另桓溫所派的李述亦被悉羅勝和染干津所殺，令晉軍士氣下降。同時，桓溫早前命袁真攻打譙國和梁國，意圖開石門水道以通漕運，但袁真攻取二郡後卻不能開通水道，令水路運輸受到阻礙。
九月，前燕開始反擊，慕容德率一萬兵與劉當駐屯石門，李邽以五千豫州兵斷絕桓溫糧道。慕容宙則以一千兵設計擊敗晉軍，殺傷大量晉兵。桓溫見戰事不利，又因糧食將竭，更聽聞前秦援兵將至，於是在九月丙申日（11月4日）焚毀船隻，拋棄輜重，循陸路退軍。只留毛穆之為東燕太守。桓溫經倉垣南歸，途中鑿井取水飲用。當時前燕諸軍亦有追晉軍，但慕容垂認為桓溫新退必然提高警覺，並以精銳殿後，不如待晉軍見燕軍未至，專心從速南退時才大舉追擊，於是只領八千騎兵從後緩緩跟隨。數日後，慕容垂見晉軍加快速度，於是加速追擊，並在襄邑追及桓溫。另一向面，慕容德已經領四千騎兵率先在襄邑設伏，於是桓溫在襄邑受兩軍夾擊，晉軍大敗，死了三萬兵。苟池所率的前秦兵亦在譙國邀擊桓溫，殺傷又以萬計。十月己巳日（12月7日），桓溫收拾散卒，駐屯山陽。叛歸東晉的孫元在武陽據守，但都被前燕所擒。第三次北伐至此結束。

### 參戰人物
|  | - 東晉軍 - 桓溫 - 郗超 - 桓沖 - 袁真 - 朱序 - 鄧遐 - 毛穆之 - 檀玄 - 段思（被俘） - 李述（戰死） - 孫元（被俘） | - 前燕軍 - 慕容暐 - 慕容忠（被俘） - 慕容厲 - 慕容臧 - 慕容垂 - 慕容德 - 慕容宙 - 傅顏 - 徐翻（投降） - 申胤 - 封孚 - 悉羅騰 - 染干津 - 孟高 - 劉當 - 李邽 - 前秦軍 - 苟池 - 鄧羌 |

## 影響
- 桓溫北伐，為其帶來極大聲望，尤其第二次北伐收復洛陽後，桓溫曾在隆和元年（362年）請遷都洛陽，並讓昔日南渡江左的士庶一律北徙。雖然當時洛陽正受前燕所攻，僑姓士族更加是不願放棄南方北歸，但因朝廷畏懼桓溫，竟然沒有人敢首先出言諫止，而只有孫綽敢上疏反對。當時朝廷更打算派侍中勸止桓溫，可見桓溫在當時的威望極高，足以動搖朝廷。然而，桓溫北伐其實得不到舉國同心支持，故申胤才有言：「晉室衰弱，溫專制其國，晉之朝臣未必皆與之同心。故溫之得志，眾所不願也，必將乘阻以敗其事。」第三次北伐大敗而回，就已令桓的威望大降，只仍因其權傾朝野，故此促使他放棄外討增加名望，轉而對內行廢立，於是桓溫在太和六年（371年）廢黜晉廢帝，並且誣陷武陵王司馬晞等人，遂更令其威勢比皇室更盛[5]。然而，始終因為此敗，桓溫無法達成其篡位計劃，始終受制於王坦之和謝安等士族人士。桓溫大敗後，北伐之事亦再沒進行。
- 桓溫雖在第二次北伐奪回洛陽，但進兵時佔據的司、兗、青、豫地區其實在桓溫班師後就被前燕所陷，數年後洛陽亦得而復失，可見戰果其實不甚持久。
- 桓溫在第三次北伐後恥於大敗，將罪責歸於未能開通石門水道的袁真。袁真不甘心被誣，於是向朝廷申訴，然而朝廷怯於桓溫而不敢處理，袁真於是以壽春降燕。桓溫直至太和六年才平定。
- 桓溫北伐過後，東晉的北伐行動亦暫告一段落，而前燕與前秦亦因第三次北伐合作而派使者互相往來。然而，前燕使者郝晷見燕政不修而前秦大治，竟向王猛透露前燕虛實。另外，慕容暐後悔當日割虎牢以西土地的承諾，竟然反悔不給，於是觸怒前秦天王苻堅，開始進攻前燕。前燕終在前秦的軍事行動下亡於前秦。前秦漸漸崛起。